# یهودا (ترانه لیدی گاگا)
یهودا (به انگلیسی: Judas) آهنگی از خواننده پاپ آمریکایی لیدی گاگا است که به عنوان چهارمین ترانه از آلبوم اینگونه زاده شده‌ام او در ۱۵ آوریل ۲۰۱۱ منتشر شد. «یهودا» آهنگ رقص در مورد یک زن در عشق با مردی که به او خیانت شده‌است. مظهر حوادث و معنای اصلی آن اشاره به نقاط منفی زندگی خود که از ان نمی‌تواند فرار کند. لیدی گاگا بیشتر توضیح داده که این آهنگ نیز در مورد خاموش کردن تاریکی درون و راهنمایی به ذات درونی انسان و نور (روشنایی) است. کاور آلبوم توسط خود لیدی گاگا در برنامه مایکروسافت ورد طراحی شد. با وجود تأثیر پذیر بودن آهنگ در چند گروه مذهبی، آهنگ، عموماً به استقبال خوبی توسط منتقدان قرار گرفت.

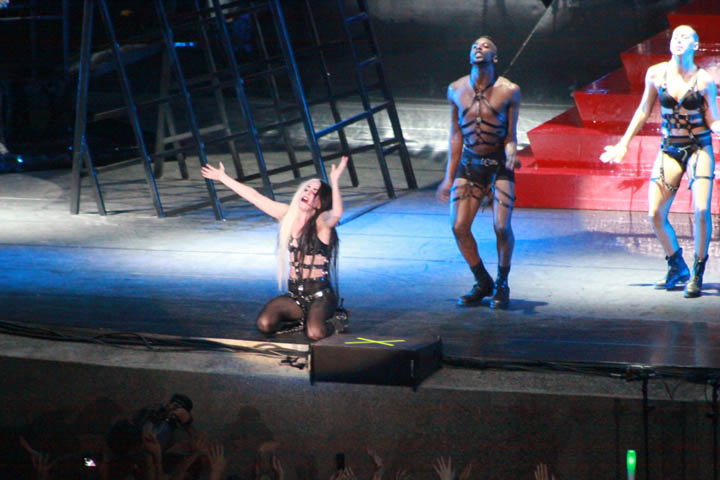
اجرای لیدی گاگا «یهودا» در یک کنسرت در تایوان در ژوئیه ۲۰۱۱